# Ixiolirion
Ixiolirion Fisch. ex Herb., 1821 è un genere di piante angiosperme monocotiledoni native dell'Asia centrale e sudoccidentale. È l'unico genere della famiglia Ixioliriaceae dell'ordine Asparagales.

## Etimologia
Il nome del genere, composto dalle parole Ixio-  e (LA)  ("giglio"), significa "giglio simile alla Ixia".

## Tassonomia
La classificazione tradizionale assegnava il genere Ixiolirion alla famiglia Amaryllidaceae. La moderna classificazione APG lo considera come unico genere della famiglia Ixioliriaceae.
Il genere comprende le seguenti specie:
- Ixiolirion ferganicum Kovalevsk. & Vved. - Kirghizistan
- Ixiolirion karateginum Lipsky - Pakistan, Tagikistan
- Ixiolirion songaricum P.Yan - Xinjiang
- Ixiolirion tataricum (Pall.) Schult. & Schult.f.  - Territorio dell'Altaj, Kazakistan, Kirghizistan, Tagikistan, Turkmenistan, Uzbekistan, Afghanistan, Pakistan, Iran, Iraq, Siria, Palestina, Sinai, Arabia Saudita, Kuwait, Oman, sceiccati del Golfo Persico, Kashmir, Xinjiang